# Papużka ziemna
Papużka ziemna (Pezoporus wallicus) – gatunek średniej wielkości ptaka z rodziny papug wschodnich (Psittaculidae), występującego w południowo-wschodniej i wschodniej Australii oraz na Tasmanii. Jako jedna z czterech papug na świecie buduje gniazdo na ziemi.

## Systematyka
Międzynarodowy Komitet Ornitologiczny (IOC) wyróżnia dwa podgatunki P. wallicus:
- P. w. wallicus (Kerr, 1792) – południowo-wschodnia i wschodnia Australia
- P. w. leachi Mathews, 1912 – Tasmania

Do niedawna za podgatunek P. wallicus uznawano zamieszkującą południowo-zachodnią Australię papużkę trawną (P. flaviventris); jest ona obecnie zwykle klasyfikowana jako odrębny gatunek. Międzynarodowa Unia Ochrony Przyrody (IUCN) nadal jednak traktuje papużkę trawną jako podgatunek papużki ziemnej.

## Morfologia
Wygląd zewnętrzny
Ubarwienie tego ptaka jest podobne, jak u innych papug występujących na południu Australii (np. papużki falistej). U samców czerwony pasek nad dziobem; zielone upierzenie na głowie i piersi, grzbiet zielony cętkowane na czarno z żółtymi plamami; boki i brzuch żółtawy, prążkowany na czarno; ogon matowo zielony z żółtymi nacięciami na zewnętrznych krawędziach piór. Samica wyróżniają bladożółte pasy pod skrzydłami.
Rozmiary
- Długość ciała: około 30 cm[7]
- Masa ciała: 68–83 g[7]

## Występowanie
Środowisko
Błotniste przybrzeżne równiny bez drzew z niskimi krzakami, pokryte wysoką trawą.
Zasięg występowania
Południowo-wschodnia i wschodnia Australia, Tasmania.

## Pożywienie
Nasiona rozmaitych traw, szczególnie z gatunku Mesomelaena sphaerocephala.

## Rozród
Pora lęgowa
od września do stycznia
Jaja
od 2 do 6
Okres wysiadywania
około 21 dni
Opierzenie piskląt
20–28 dni od wyklucia

## Status
Międzynarodowa Unia Ochrony Przyrody (IUCN) uznaje papużkę ziemną za gatunek najmniejszej troski (LC – Least Concern).